# Gábor Áron rézágyúja
A Gábor Áron rézágyúja közismert népdal az 1848–49-es forradalom és szabadságharc ágyúöntő hőséről, Gábor Áronról.
A hagyomány szerint a szabadságharc idején keletkezett. A dallam elemzése alapján Tari Lujza népzenekutató a dal keletkezését jóval a szabadságharc utánra, a 20. század elejére teszi. Jagamas Károly szerint műdalból eredhetett, de eredetije nem ismert. Mindenesetre a negyvennyolcas dalok közé sorolják.
Először Mathia Károly jegyezte fel, akinek 1941-ben Csíkszentdomokoson egy 12 éves fiú énekelte el. Olyan változatokkal is énekelték, amelyek nem említették Gábor Áront. Mathia Károly 1942-ben kiadott 104 katonadal című könyvében „Horthy Miklós rézágyúja” szöveggel szerepelt. 1948-ban pedig már Farkas Mihály nevével énekelték.
A dallam a magyar népzene minden régiójában majdnem egységes. Táncoltak is rá, például lassú vagy középgyors csárdást.
Az idők folyamán katonadal lett és gyakran hangzik fel a szabadságharc ünnepein.
Feldolgozás:
| Szerző          | Mire                       | Mű                                  |
| --------------- | -------------------------- | ----------------------------------- |
| Máriássy István | zongora vagy ének és gitár | Elindultam szép hazámból, 69. kotta |

## Dallama és kottája
Két szólamú kánonban is énekelhető.
| Gábor Áron rézágyúja fel van virágozva. Indulnak már a tüzérek messze a határba. Nehéz a rézágyú, felszántja a hegyet, völgyet, Édes rózsám, a hazáért el kell válnom tőled. | Véres a föld, magyar huszár vére folyik rajta, Csak még egyszer gondolj vissza szép magyar hazádra! Anyám, te jó lélek, találkozom-e még véled? Holnapután messzi földre, hosszú útra kélek. |

## Felvételek
- Gábor Áron rézágyúja. Csík Zenekar  YouTube (2013. január 29.)  (Hozzáférés: 2016. október 12.) (videó) 0:10-től.
- Székely himnusz, Gábor Áron rézágyúja. Gyermekfilharmónia  YouTube (2009. október 2.)  (Hozzáférés: 2016. október 12.) (videó) 1:42-től.
- Gitárossokk - Gábor Áron rézágyúja. Orosz Danika (ének)  YouTube (2016. március 15.)  (Hozzáférés: 2016. október 12.) (videó) 0:43-tól.